# Кладово (Пригородное сельское поселение)
Кладово — деревня в Пошехонском районе Ярославской области России. 
В рамках организации местного самоуправления входит в Пригородное сельское поселение, в рамках административно-территориального устройства является центром Кладовского сельского округа.

## География
Расположена на реке Согоже, в 19 км к северо-востоку от центра города Пошехонье.

## Население
| 2007 | 2010 |
| ---- | ---- |
| 135  | ↘107 |

Согласно результатам переписи 2002 года, в национальной структуре населения русские составляли 97 % от всех жителей.

## Инфраструктура
Продуктовый магазин, фельдшерско-акушерский пункт (филиал Пошехонской центральной районной больницы).

## Улицы
Им. Огурцова.

## Общественный транспорт
Кладово обслуживается пригородным автобусным маршрутом №№ 102 Пошехонье — Семёновское (делает заезд в Кладово).